# Gulchan Pachayeva
 (février 2025).
Pour les articles homonymes, voir Pachayeva.
Gulchan Pachayeva (en azeri : Gülşən Məmmədəli qızı Paşayeva ; née le 1er août 1961 à Bakou) est une linguiste, analyste politique et politicienne azerbaïdjanaise.

## Biographie
Gulchanv Mammadali gizi Pachayeva est née dans la famille de l'historien Mammadali Pachayev. Elle obtient une médaille d'or au lycée n° 159 de Bakou en 1978 et un diplôme en linguistique structurelle et appliquée à l'Université d'État Lomonossov de Moscou en 1983.
En 1996, elle fonde le Centre de recherche sur les problèmes de conflictologie et dirige le centre jusqu'en 2001. De 2001 à 2006, elle est coordinatrice nationale pour l'Azerbaïdjan dans le cadre du projet régional « Les femmes dans la prévention des conflits et la consolidation de la paix dans le Caucase du Sud » d'ONU pour Femmes. Entre 2007 et 2009, elle travaille au Département de l'information des Nations Unies en Azerbaïdjan.
En 2009, elle devient le chef du Département d'analyse de la politique étrangère du Centre d'études stratégiques et nommée directrice adjointe en 2011. En 2018, elle commence à travailler à l'Administration présidentielle de l'Azerbaïdjan en tant que conseillère principale et depuis 2019, elle est membre du conseil d'administration du Centre d'analyse des relations internationales.
En 2017, elle reçoit la Médaille du Progrès (Azerbaïdjan) et la médaille du 25e anniversaire de l'Agence de lutte antimines en 2023.

## Activité politique
Gulchan Pachayeva est élue à l'Assemblée nationale en 2024, représentant la 13e circonscription khazare. Elle est membre des commissions de la défense, de la sécurité et de la lutte contre la corruption, des relations internationales et des menaces hybrides, ainsi que de la commission de coopération parlementaire Azerbaïdjan-UE et de l'Assemblée parlementaire de l'OSCE.

## Publications
Gulchan Pachayeva est l'auteur de plus de 130 articles et a co-édité trois livres, dont The EU Eastern Partnership: Common Framework or Wider Opportunity? (2012), Cooperation in Eurasia: Linking Identity, Security, and Development (2016) et Trapped Between War and Peace: The Case of Karabakh (2017).